# Shaun Bailey (homme politique britannique)
Pour les articles homonymes, voir Shaun Bailey et Bailey.
Shaun Stephen Bailey (né le 22 juillet 1992)  est un homme politique britannique conservateur qui est député de West Bromwich Ouest de 2019 à 2024.

## Jeunesse et carrière
Élevé à Newport, Shropshire, dans une famille monoparentale, Bailey fréquente la Burton Borough School à Newport, Shropshire et étudie pour ses A-Levels à Idsall School à Shifnal. Après l'école, il étudie le droit et le français à l'Université d'Aberystwyth, obtient un LLB, et commence à étudier pour un LLM dans le même établissement, mais ne le termine pas. Il étudie plutôt pour une maîtrise en pratique juridique à l'Université de l'Ouest de l'Angleterre à Bristol. Avant son élection, Bailey travaille comme avocat stagiaire pour Barclays Bank PLC.

## Carrière politique
Avant son élection, Bailey milite au sein du Parti conservateur. Il se présente à sa première élection en 2012 pour le quartier de Borth au conseil du comté de Ceredigion.
En 2016, il se présente dans le quartier de Hester's Way pour le conseil de l'arrondissement de Cheltenham et en 2017, il se présente à Hester's Way et de Springbank sur le conseil du comté de Gloucestershire .
En 2019, Bailey est coopté en tant que conseiller du quartier pour Chetwynd Aston poste qu'il occupe jusqu'en 2020. La mère de Bailey est également conseillère conservatrice du conseil municipal de Newport (Shropshire).
En novembre 2019, Bailey est sélectionné comme candidat du Parti conservateur pour la circonscription de West Bromwich West. Aux élections générales de 2019, Bailey gagne West Bromwich West sur le parti travailliste. Il est le premier conservateur à représenter le siège depuis sa création en 1974.
Bailey est également un partisan et membre du Blue Collar Conservative Caucus, qui cherche à soutenir les communautés de la classe ouvrière qui se sentent laissées pour compte par le Parti travailliste, et à faire en sorte que le gouvernement place ces communautés au cœur de ses politiques.